# Amálie z Neuenahru
Amálie z Neuenahru (6. dubna 1539 – 10. dubna 1602) byla dcerou Gumprechta z Neuenahru a Korduly z Holstein Schauenburgu.

## Život
Její prvním manželem byl Hendrik van Brederode, který sehrál významnou roli v událostech vedoucích k Osmdesátileté válce. Poté, co se stal jedním z vůdců odporu proti španělské inkvizici a španělské vládě v Nizozemí, pomáhala mu manželka ve sbírání finančních prostředků. Po jeho smrti v roce 1568 se v roce 1569 stala druhou manželkou falckého kurfiřta Fridricha III. V tom samém roce se narodila Emílie Nasavská, dcera Viléma I. Oranžského a Anny Saské, která byla pojmenována po ní. V té době měla Amálie totiž na starost Anninu domácnost. Fridrich Falcký zemřel v roce 1576.
V letech 1579 až 1587 měla na starosti Vianen, které zdědila po svém prvním manželovi. V roce 1589 zdědila po svém nevlastním bratrovi Adolfovi Limburg. V roce 1590 dostala od své nevlastní sestry Magdalény právo užívat Alpen, Helpenstein, Remscheid a Erbvogtei. Alpen byl v roce 1597 obsazen republikou spojených nizozemských provincií a následně španělskými vojsky.